# ليما باريتو
ليما باريتو (بالإنجليزية: Lima Barreto)‏ (13 مايو 1881، ريو دي جانيرو في البرازيل - 1 نوفمبر 1922، ريو دي جانيرو في البرازيل)؛ صحفي، كاتب وروائي برازيلي.

## روابط خارجية
- ليما باريتو على موقع IMDb (الإنجليزية)
- ليما باريتو على موقع الموسوعة البريطانية (الإنجليزية)